# Platyproctus scorbiculatus
Platyproctus scorbiculatus är en insektsart som beskrevs av Mitjaev 1990. Platyproctus scorbiculatus ingår i släktet Platyproctus och familjen dvärgstritar. Inga underarter finns listade i Catalogue of Life.